# Smudo
 (janvier 2021).
La mise en forme du texte ne suit pas les recommandations de Wikipédia : il faut le « wikifier ».
Les points d'amélioration suivants sont les cas les plus fréquents :
- Les titres sont pré-formatés par le logiciel. Ils ne sont ni en capitales, ni en gras.
- Le texte ne doit pas être écrit en capitales (les noms de famille non plus), ni en gras, ni en italique, ni en « petit »…
- Le gras n'est utilisé que pour surligner le titre de l'article dans l'introduction, une seule fois.
- L'italique est rarement utilisé : mots en langue étrangère, titres d'œuvres, noms de bateaux, etc.
- Les citations ne sont pas en italique mais en corps de texte normal. Elles sont entourées par des guillemets français : « et ».
- Les listes à puces sont à éviter, des paragraphes rédigés étant largement préférés. Les tableaux sont à réserver à la présentation de données structurées (résultats, etc.).
- Les appels de note de bas de page (petits chiffres en exposant, introduits par l'outil «  Source ») sont à placer entre la fin de phrase et le point final[comme ça].
- Les liens internes (vers d'autres articles de Wikipédia) sont à choisir avec parcimonie. Créez des liens vers des articles approfondissant le sujet. Les termes génériques sans rapport avec le sujet sont à éviter, ainsi que les répétitions de liens vers un même terme.
- Les liens externes sont à placer uniquement dans une section « Liens externes », à la fin de l'article. Ces liens sont à choisir avec parcimonie suivant les règles définies. Si un lien sert de source à l'article, son insertion dans le texte est à faire par les notes de bas de page.
- La présentation des références doit suivre les conventions bibliographiques. Il est recommandé d'utiliser les modèles {{Ouvrage}}, {{Chapitre}}, {{Article}}, {{Lien web}} et/ou {{Bibliographie}}. Le mode d'édition visuel peut mettre en forme automatiquement les références.
- Insérer une infobox (cadre d'informations à droite) n'est pas obligatoire pour parachever la mise en page.

Pour une aide détaillée, merci de consulter Aide:Wikification.
Si vous pensez que ces points ont été résolus, vous pouvez retirer ce bandeau et améliorer la mise en forme d'un autre article.
Smudo (né Michael Bernd Schmidt le 6 mars 1968 à Offenbach-sur-le-Main) est le parolier et le rappeur du groupe de hip-hop Die Fantastischen Vier. Il travaille aussi comme un acteur et doubleur de dessins animés. Le nom de scène est issu de son surnom Smudo qu'il a eu plus jeune. Ce surnom est dérivé de son nom de famille.

## Biographie
Smudo a fréquenté l'école secondaire à Gerlingen et en est sorti diplômé en 1988. Après l'obtention de son diplôme, il est allé avec Thomas D pour trois mois et demi aux États-Unis. La carrière musicale de Smudo commencé en 1986 lorsqu'il a fondé Terminal Team avec Andreas Rieke. Au même moment, il a commencé à programmer sur la C64 et il a réussi à publier plus d'un programme à INPUT 64. En 1989, Terminal Team ont rejoint Michael Beck et Thomas D et ensemble, ils ont fondé le groupe Die Fantastischen Vier.
En 1999, Smudo obtient la licence du Grand Prix Legends l'autorisant à jouer des rôles de course automobile. Dès 2000, il a été invité dans le cadre du Grand Prix d'Allemagne en tant que soutien de la F1 et a participé à la Porsche Cup. Plus tard, il a pris part à plusieurs reprises sur le Nürburgring en VLN et à la célèbre course de 24 heures de la Nordschleife. Depuis la saison 2007, Smudo a commencé à courir pour l'équipe Mustang. Dans la course des 24 heures en 2008, il a également rejoint sur une Mustang, mais celle-ci était différente de celle du début. Depuis 2009, il course sur un Renault Mégane Trophy avec un moteur diesel qui est alimenté par du biodiesel et, comme ce fut le cas sur la Mustang, 30 % du corps de la voiture est fait de matériaux composites en fibres naturelles.
En outre, Smudo a une licence de pilote et est propriétaire d'un avion à quatre places de type Beechcraft Bonanza. En 2006, il a acquis la licence sur une voltige Zlin 526e. Smudo vit à Hambourg depuis 1996. Il s'est marié en 2006 et en 2007, son premier enfant, Amy, est née. En 2010, il devint le père d'une autre fille, Olga.

## Musique
En plus des Die Fantastischen Vier, Smudo est impliqué dans plusieurs projets. En tant qu'artiste solo, il a interprété la chanson Pop 2000 Rudi, qui a été initialement écrite par Herwig Mitteregger. Il a également publié, avec Martin Semmelrogge et Günter Amendt :Las Vegas Parano. 

### Discographie solo
- 1993 : 100 % positiv – Die Deutsche Reimachse
- 1994 : Respekt – Jazzkantine
- 1995 : Sprechstunde – Jazzkantine
- 1998 : Home of da Freaks – Bootsy Collins feat Thomas D & Smudo
- 1998 : Weltweit – Hausmarke feat Melle Mel, Scorpio & Smudo
- 1998 : Kantinental – Jazzkantine
- 1998 : Susanne zur Freiheit – Fischmob Allstars
- 2000 : Rudi – Pop 2000
- 2000 : Smudo's Traffic Beatbox Jam – Fettes Brot feat. Smudo
- 2000 : Ja, Ja – is klar – Plattenpapzt feat Smudo & Thomas D
- 2003 : Better Life GmbH – Blumentopf feat. Smudo

## Jeux vidéo
Smudo est un joueur de jeux vidéo avoué et avide. Dans sa jeunesse, il a remporté Le Prix du Péril par Robert Sheckley. Il a également fait une apparition dans le commandant de l'escadre de combat de 1997 espace de jeu: Prophétie comme un pilote de chasse dans une scène de film dans la barre. En 1997, il a interprété la voix allemande du méchant dans Tomb Raider. Dans le cadre du jeu d'arcade Juiced 2 (2007), il est possible de jouer contre Smudo et son Smudo Bio-Concept Ford Mustang. En Décembre 2008, Smudo est apparu aux côtés de Thomas D en tant que partenaire de promotion pour le monde du jeu de rôle en ligne de World of Warcraft.

## Films et télévision
(août 2014).
Depuis 2003, il a été un membre permanent de l'équipe du show de télévision SWR dans l'émission Sag die Wahrheit. En plus de divers petits rôles, Smudo joue dans des films des rôles plus importants. Il se retrouve dans le film Wünsch Dir (2001) et incarne une voix allemande dans le jeu vidéo Tomb Raider 2. En 2003, Smudo joua dans la première version théâtrale de Ich setzte den Fuß in die Luft und sie trug.
En 2005 lui et le groupe Die Fantastischen Vier ont enregistré les voix allemandes des quatre pingouins du film d'animation Madagascar.
En 2006, Smudo a incarné une voix dans Astérix et les Vikings. Encore en 2006, il a parlé pour le loup en allemand dans Die Rotkäppchen-Verschwörung,
En 2008, Smudo a doublé la voix de la star-invitée Snoop Dogg de la télélsérie Monk.
Toujours en 2008, Smudo a doublé un personnage dans Private, il a été, avec Die Fantastischen Vier, le doubleur des quatre pingouins de Madagascar 2 et il a joué aux côtés de Maria Schrader dans le film Vorstadtkrokodile. Il jouera de nouveau aux côtés de cette actrice en 2009 pour produire Vorstadtkrokodile 2. 
En 2011, il était dans un rôle de premier plan pour le film qui sortira en 2012, Das Haus Anubis – Pfad der 7 Sünden.[Quand ?]

## Livres audio et pièces radiophoniques
En plus de son travail en tant que porte-parole pour le cinéma et la télévision, Smudo a également travaillé sur des livres audio et des pièces radiophoniques à titre de conférencier.
En 2008, Smudo joue le rôle, dans l'épisode 7 de la série de Reihe Caine, de Lausch – Phantastische Hörspiele du Dr Henry Rollins. Dans la même année il a lu la biographie officielle de Falco, une des pièces radiophoniques pour Radioropa.